# Diébougou
Diébougou è un dipartimento del Burkina Faso classificato come città, capoluogo della provincia di Bougouriba, facente parte della Regione del Sud-Ovest.
Il dipartimento si compone del capoluogo e di altri 23 villaggi: Balignar, Bamako, Bapla, Bapla-Birifor, Barindia, Dankoblé, Danko-Tanzou, Diasser, Kolepar, Konsabla, Lokodja, Mebar, Moulé, Moutori, Mouvielo, Naborgane, Navielgane, Segré, Sorgon, Tampé, Tansié, Tiedia e Voukoun.